# Intervalo (música)

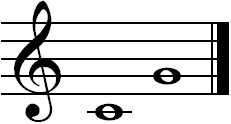
Intervalo melódico de quinta justa ascendente a partir de do. Es una quinta porque hay una distancia de cinco grados entre ambas notas (do y sol). Es justa porque hay una distancia de tres tonos y un semitono entre ambos sonidos.

Intervalo es la distancia, en términos de altura, entre dos notas musicales o sonidos cualesquiera. En general suelen medirse según las notas de una escala incluyendo los extremos. Por ejemplo, entre re y fa, hay una tercera si se cuenta de manera ascendente, o bien por la diferencia de tonos y semitonos. Una quinta justa es un intervalo de siete semitonos que se miden en un teclado.

## Historia
Los primeros trabajos teóricos conocidos son los de Aristóxeno de Tarento, quien se basó en un método tanto empírico como matemático, a diferencia de las especulaciones filosóficas y matemáticas de Pitágoras.
Antiguamente se empleaba para su enseñanza un instrumento llamado monocordio. El cálculo matemático de las frecuencias de los sonidos e intervalos musicales fue estudiado en el siglo XVI por Simon Stevin mediante funciones exponenciales. Durante el siglo XVII, los investigadores Francesco Cavalieri y Juan Caramuel aplicaron el cálculo logarítmico.
En el siglo XIX, Hermann Helmholtz construyó los resonadores que hoy llevan su nombre, posteriormente utilizados para demostrar que todos los sonidos son por naturaleza complejos y consisten en una serie de sonidos concomitantes o armónicos naturales en intervalos que son iguales a los demostrados por el monocordio.

## Clasificación
Los intervalos pueden describirse, clasificarse o compararse entre sí según diversos criterios.

### Simple y compuesto

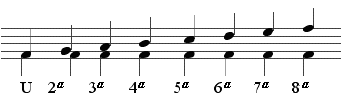
Intervalos armónicos simples.

Un intervalo puede describirse como:
- Simple: si no abarca más de una octava.
- Compuesto: si abarca más de una octava.

Los intervalos compuestos son análogos a los intervalos simples correspondientes, ya que pueden obtenerse añadiendo una o más octavas a un intervalo simple. Así, una novena es una segunda a la octava y puede ser mayor o menor; una duodécima es análoga a una quinta y puede ser justa, aumentada o disminuida.

#### Denominación de los intervalos simples
| Nombre del intervalo/Grados                                                                             | Distancia en tonos y semitonos | Como suena en el sistema temperado |
| --- | ------------------------------ | ---------------------------------- |
| Unísono                                                                                                 | Mismo sonido                   |                                    |
| Segunda menor                                                                                           | 1 semitono                     | Escuchar 2ªmⓘ                      |
| Segunda mayor o tercera disminuida                                                                      | 1 tono                         | Escuchar 2ªMⓘ                      |
| Tercera menor, segunda aumentada o cuarta doble disminuida                                              | 1 1/2 tonos                    |                                    |
| Tercera mayor, cuarta disminuida o segunda doble aumentada                                              | 2 tonos                        |                                    |
| Cuarta justa, tercera aumentada o quinta doble disminuida                                               | 2 1/2 tonos                    |                                    |
| Tercera doble aumentada, cuarta aumentada, quinta disminuida o sexta doble disminuida (llamada tritono) | 3 tonos                        | Escuchar 4ªAⓘ                      |
| Cuarta doble aumentada, quinta justa o sexta disminuida                                                 | 3 1/2 tonos                    | Escuchar 5ªJⓘ                      |
| Séptima doble disminuida, sexta menor o quinta aumentada                                                | 4 tonos                        | Escuchar 6ªmⓘ                      |
| Quinta doble aumentada, sexta mayor o séptima disminuida                                                | 4 1/2 tonos                    | Escuchar 6ªMⓘ                      |
| Octava doble disminuida, séptima menor o sexta aumentada                                                | 5 tonos                        | Escuchar 7ªmⓘ                      |
| Sexta doble aumentada, séptima mayor o octava disminuida                                                | 5 1/2 tonos                    | Escuchar 7ªMⓘ                      |
| Séptima aumentada u octava justa                                                                        | 6 tonos                        | Escuchar 8ªJⓘ                      |

Con la segunda nota en la siguiente octava y manteniendo la fundamental se generan los intervalos de novena, que equivale con una octava de diferencia al de segunda, el de undécima, que equivale al de cuarta, el de decimotercera, que equivale al de sexta, etc.
Escuchar novena menorⓘ
Escuchar novena mayorⓘ
Ejemplos:
2ªm desde do = re bemol (ascendentemente)
4ªJ desde la = re (ascendentemente)
7ªM desde fa = mi (ascendentemente)
Intervalos mayores y menores
- Los intervalos mayores suelen sonar alegres, y tienen un semitono más que los menores.                                - Los intervalos menores suelen sonar tristes, y tienen un semitono menos que los mayores.                                 

### Melódico y armónico

Intervalos armónicos. Significado de la nomenclatura y distancia de cada intervalo en tonos y semitonos:
U = unísono (dos notas iguales)
m2 = de segunda menor (1st)
M2 = de segunda mayor (1T)
m3 = de tercera menor (1T 1st)
M3 = de tercera mayor (2T)
P4 = de cuarta justa o perfecta (2T 1st)
TT = de cuarta aumentada o tritono (2T 2st)
P5 = de quinta justa o perfecta (3T 1st)
m6 = de sexta menor (3T 2st)
M6 = de sexta mayor (4T 1st)
m7 = de séptima menor (4T 2st)
M7 = de séptima mayor (5T 1st)
P8 = de octava justa o perfecta (5T 2st)
Con la segunda nota en la siguiente octava y manteniendo la fundamental se generan los intervalos de novena, que equivale con una octava de diferencia al de segunda, el de undécima, que equivale al de cuarta, el de treceava, que equivale al de sexta, etc.

Un intervalo puede describirse como:
- Armónico o vertical: si las dos notas suenan simultáneamente
- melódico, horizontal o lineal: si suenan sucesivamente. Los intervalos melódicos pueden ser ascendentes (el tono más grave precede al más agudo) o descendentes.

Un intervalo se puede producir tocando ambas notas al mismo tiempo (intervalo armónico), o una después de otra (intervalo melódico). En este último caso se puede diferenciar la dirección del sonido entre ascendente (cuando la segunda nota es más aguda que la primera) y descendente (cuando la segunda nota es más grave que la primera).

### Conjunto y disjunto
Un intervalo melódico puede describirse como:
- Conjunto o paso: si las dos notas van consecutivas de una escala. En términos más generales un paso es un intervalo más pequeño o más estrecho en una línea musical.
- Disjunto o salto: si las dos notas no van consecutivas de una escala. Se trata de un intervalo más ancho o más grande. Cualquier intervalo mayor es disjunto.

La categorización de los intervalos en pasos y saltos está determinada por la afinación y el espacio tonal utilizado. En la escala diatónica un paso es una segunda menor (a veces también llamado medio paso) o una segunda mayor (a veces también llamado paso entero), siendo saltos todos los intervalos de una tercera menor o mayores. Por ejemplo, de Do a Re (segunda mayor) es un paso, mientras que de Do a Mi (tercera mayor) es un salto. El movimiento melódico en el que el intervalo entre dos tonos consecutivos no es mayor que un paso, o, menos estrictamente, donde los saltos son raros, se denomina movimiento melódico en escalón o conjunto, en oposición a los movimientos melódicos skipwise o disjunto, caracterizados por saltos frecuentes.

### Diatónico y cromático

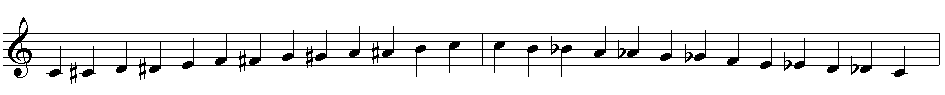
Escala cromática ascendente y descendente en Do.

Un intervalo puede describirse como:
- Diatónico: cuando está formado por dos notas de una escala diatónica.
- Cromático: cuando está formado por dos notas de una escala cromática.

En la escala diatónica de do mayor hay 14 intervalos diatónicos y 10 cromáticos (ascendentes y descendentes, sin contar el intervalo Unísono). La tabla arriba representa los 56 intervalos diatónicos formados por las notas de la escala de Do mayor (una escala diatónica). Observa que estos intervalos, así como cualquier otro intervalo diatónico, también pueden estar formados por las notas de una escala cromática.

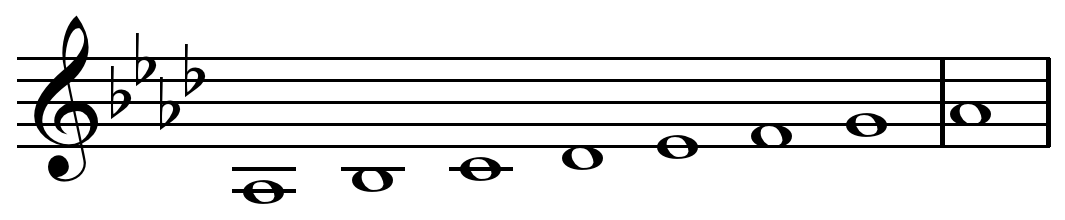
Escala de la bemol mayorArchivo:Ab major scale.mid

La distinción entre intervalos diatónicos y cromáticos es controvertida, ya que se basa en la definición de escala diatónica, que es variable en la literatura. Por ejemplo, el intervalo Si-Mi bemol (una cuarta disminuida, que aparece en la escala armónica de Do menor) se considera diatónico si las escalas armónicas menores también se consideran diatónicas. En caso contrario, se considera cromática. 
Según una definición comúnmente utilizada de escala diatónica (que excluye las escalas menor armónica y menor melódica), todos los intervalos perfectos, mayores y menores son diatónicos. Por el contrario, ningún intervalo aumentado o disminuido es diatónico, excepto la cuarta aumentada y la quinta disminuida.
La distinción entre intervalos diatónicos y cromáticos también puede ser sensible al contexto. Los mencionados 56 intervalos formados por la escala de Do mayor se denominan a veces diatónicos de Do mayordiatónicos de Do mayor. Todos los demás incromáticos de Do mayorcromáticos de Do mayor. Por ejemplo, la quinta perfecta A♭-E♭ es cromática para Do mayor, porque A♭ y E♭ no están contenidos en la escala de Do mayor. Sin embargo, es diatónica respecto a otras, como la escala de La mayor.

### Tonal y modal
Los intervalos tonales (a veces llamados consonancias perfectas) pueden ser justos; los modales (a veces llamados consonancias imperfectas y disonancias). La teoría musical considera tonales los intervalos de primera o unísono, cuarta, quinta y octava, y modales los de segunda, tercera, sexta y séptima.

### Consonante y disonante
Consonancia y disonancia son términos relativos que se refieren a la estabilidad, o estado de reposo, de determinados efectos musicales. Los intervalos disonantes son aquellos que causan tensión y desean ser resueltos a intervalos consonantes. La calificación de intervalos como consonantes o disonantes ha variado enormemente a lo largo de los siglos, así como la definición de lo consonante o disonante en sí. Por ejemplo, durante la Edad Media la autoridad adjudicada a Pitágoras llevó a los especuladores a considerar a la cuarta justa como la consonancia perfecta y a utilizarla para la composición de organa. Durante la misma época, especulaciones de carácter teológico llevaron a considerar a la cuarta aumentada, llamada "tritono", como diabólica (tritonus diabolus in musica est).
La armonía tradicional desde el siglo XVII considera disonantes los intervalos armónicos de primera aumentada —semitono cromático—, segunda mayor o menor, cuarta aumentada, quinta disminuida o aumentada, séptima mayor o menor y octava disminuida o aumentada. Una posible consideración más detallada es la siguiente:
- Consonancias perfectas: los intervalos de 4ª, 5ª y 8ª cuando son justas.
- Consonancias imperfectas: los intervalos de 3ª y 6ª cuando son mayores o menores.
- Disonancias absolutas: los intervalos de 2ª y 7ª mayores y menores.
- Disonancias condicionales: todos los intervalos aumentados y disminuidos, excepto la 4ª aumentada y la 5ª disminuida.
- Semiconsonancias: la 4ª aumentada y la 5ª disminuida.

Además, en el contexto de la armonía tradicional, el intervalo melódico de cuarta aumentada es considerado disonante. Estos términos son relativos al uso de diferentes estilos compositivos.
- En la música renacentista de los siglos XV y XVI, las quintas y octavas perfectas, y las terceras y sextas mayores y menores se consideraban armónicamente consonantes, y todos los demás intervalos disonantes, incluida la cuarta perfecta, que en 1473 fue descrita (por Johannes Tinctoris) como disonante, excepto entre las partes superiores de una sonoridad vertical, por ejemplo, con una tercera de apoyo por debajo ("acordes 6-3").[9] En el período de práctica común, tiene más sentido hablar de acordes consonantes y disonantes, y ciertos intervalos que antes se consideraban disonantes (como las séptimas menores) pasaron a ser aceptables en ciertos contextos. Sin embargo, la práctica del siglo XVI se siguió enseñando a los músicos principiantes durante todo este periodo.
- Hermann von Helmholtz (1821-1894) teorizó que la disonancia era causada por la presencia de batimientos. Decía: "La rugosidad de hacer sonar dos tonos juntos depende... del número de batimientos producidos en un segundo". Helmholtz creía además que el batido producido por los parciales superiores de los sonidos armónicos era la causa de la disonancia para intervalos demasiado separados para producir batidos entre la  fundamentales. "La causa de este fenómeno debe buscarse en los batimientos producidos por los parciales altos superiores de tales tonos compuestos". Designó entonces que dos tonos armónicos que compartieran parciales bajos comunes serían más consonantes, ya que producían menos batimientos. "Así como las coincidencias de los dos primeros tonos parciales superiores nos condujeron a las consonancias naturales de la Octava y la Quinta, las coincidencias de los parciales superiores superiores nos conducirían a otra serie de consonancias naturales." No tuvo en cuenta los parciales por encima de la séptima, ya que creía que no eran lo suficientemente audibles como para tener un efecto significativo. Aquí se detuvo, porque el séptimo tono parcial estaba completamente eliminado, o al menos muy debilitado. A partir de esto Helmholtz categoriza la octava, quinta perfecta, cuarta perfecta, sexta mayor, tercera mayor y tercera menor como consonantes, en valor decreciente, y otros intervalos como disonantes.[10]
- David Cope (1997) sugiere el concepto de fuerza de intervalo,[11] en el que la fuerza, consonancia o estabilidad de un intervalo viene determinada por su aproximación a una posición inferior y más fuerte, o superior y más débil, en la serie armónica. Véase también: Ley de Lipps-Meyer y raíz de intervalo

Todos los análisis anteriores se refieren a intervalos verticales (simultáneos).

### Complementarios
Se llaman complementarios los intervalos que, sumados, conforman una octava: una cuarta y una quinta son complementarias. Nótese que la suma de los cuatro grados de la cuarta y los cinco grados de la quinta se resuelve en ocho grados, no en nueve, porque el cuarto grado de la cuarta es a la vez el tercer grado de la quinta.[cita requerida]

## Frecuencias
La diferencia de la frecuencia entre las dos notas de un intervalo se puede medir mediante la relación entre ambas frecuencias. En algunas afinaciones se utilizan ciertos intervalos justos, es decir que corresponden a fracciones simples, por ejemplo 2:1 (octava), 3:2 (quinta justa), 4:3 (cuarta justa), 5:3 (sexta mayor), 5:4 (tercera mayor), 6:5 (tercera menor) y 8:5 (sexta menor).

## Inversión
Un intervalo puede ser invertido, al subir la nota inferior una octava o bajando la nota superior una octava, aunque es menos usual hablar de las inversiones de unísonos u octavas. Por ejemplo, la cuarta entre un Do grave y un Fa más agudo puede ser invertida para hacer una quinta, con un Fa grave y un Do más agudo. He aquí formas de identificar las inversiones de intervalos:
- Para intervalos diatónicos hay dos reglas para todos los intervalos simples:
  - El número de cualquier intervalo y el número de su inversión siempre suman nueve (cuarta + quinta = nueve, en el ejemplo reciente).
  - La inversión de un intervalo mayor es uno menor (y viceversa); la inversión de un intervalo justo es otro justo; la inversión de un intervalo aumentado es un disminuido (y viceversa); y la inversión de un intervalo doble aumentado es uno doble disminuido (y viceversa).

Un ejemplo completo: Mi♭ debajo y Do por encima hacen una sexta mayor. Por las dos reglas anteriores, Do natural debajo y Mi Bemol por encima deben hacer una tercera menor.
- Para intervalos identificados por razón, la inversión es determinada revirtiendo la razón y multiplicando por 2. Por ejemplo, la inversión de una razón 5:4 es una razón 8:5.

- Para intervalos identificados por entero pueden simplemente ser restados de 12. Sin embargo no pueden ser invertidos.